# Luna E-6 No.5

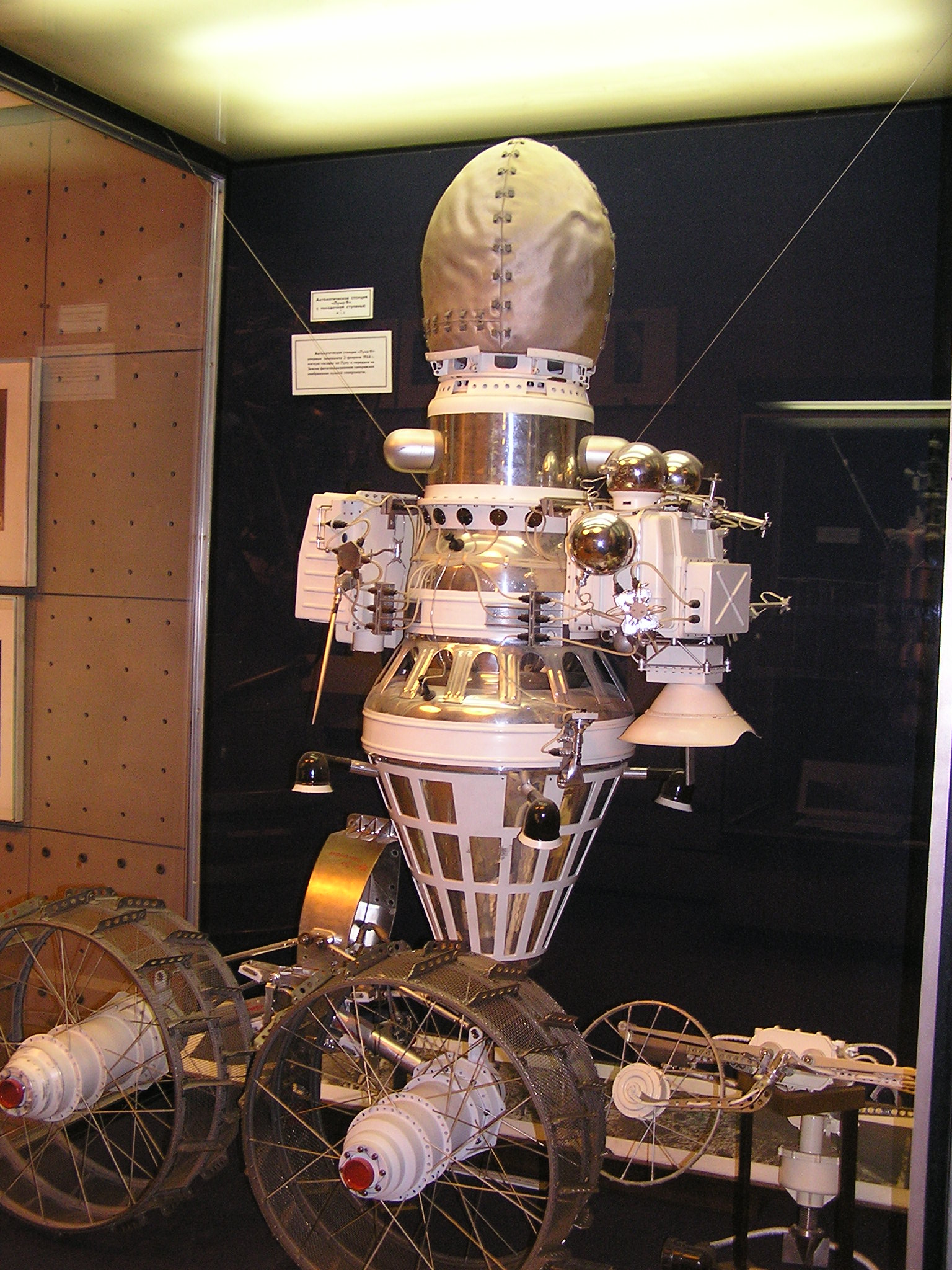
Uma espaçonave do tipo E-6.

A Luna E-6 No.5, (identificada pela NASA como Luna 1964-B), foi uma das doze missões usando a plataforma E-6, para o Programa Luna (um projeto soviético), tinha como objetivo, efetuar um pouso suave na Lua.
A Luna E-6 No.5, pesando 1.422 kg, foi lançada as 08:08:28 UTC de 20 de Abril de 1964, por um foguete Molniya (8K78M No T15000-21), a partir da plataforma 1/5 do cosmódromo de Baikonur.
Um mau funcionamento do estágio superior 340 segundos depois do lançamento, impediu a espaçonave de atingir a órbita desejada, e ela se desintegrou na reentrada atmosférica momentos depois.